# Epaminondes

Antiga Grècia.

Epaminondes o Epaminondas (en llatí Ĕpămīnōndas, en grec antic Ἐπαμεινώνδας, o Ἐπαμινώνδας) fou un home d'estat i general tebà fill de Polimnis (vers 418 aC-362 aC); era de noble família però pobre, i va ser instruït per Lisis de Tàrent, un filòsof pitagòric.
Fou amic de Pelòpides des que els dos van servir junt a la campanya contra Mantinea, al costat d'Esparta, quan Pelòpides va caure malferit i Epaminondes el va protegir amb el seu cos amb risc de la seva pròpia vida.
Quan els tebans van iniciar la conquesta de la fortalesa de Cadmea el 379 aC per lliurar al país de la dominació espartana, va participar activament, i l'objectiu es va assolir; Àrquies i Leontiades de Tebes van morir.
El 371 aC els enviats atenencs van anar a Esparta per negociar la pau i Epaminondes fou part de l'ambaixada, representant els interessos de Tebes i es va distingir per la seva eloqüència i va demanar que Tebes signés el tractat en nom de les ciutats de Beòcia, cosa que fou rebutjada, i Tebes va quedar fora de l'acord. Cleombrot I d'Esparta fou enviat per envair Tebes amb el resultat de la batalla de Leuctres desastrosa pels espartans; l'èxit tebà fou atribuït a les noves tàctiques de Epaminondes.
El projecte de Licomedes per fundar Megalòpolis com a cap de la Lliga Arcàdia fou afavorit per Epaminondes (370 aC) com a barrera contra el poder espartà. El 369 aC va envair per primera vegada el Peloponès i quan els generals tebans volien tornar a casa, Epaminondes i Pelòpides els van convèncer de seguir i avançar cap a Esparta; el país fou assolat i els tebans van arribar a la vora de la ciutat i només es va salvar per la fermesa d'Agesilau.
Epaminondes va restaurar la independència de Messènia i va fundar la ciutat de Messene en el lloc de l'antiga Ithome.
Esparta va demanar ajut a Atenes, però el general atenenc Ifícrates no va actuar amb la seva energia habitual i l'exèrcit tebà es va poder retirar sense obstacle a través de l'istme. Al seu retorn Epaminondes i Pelòpides foren acusats pels seus rivals polítics d'un càrrec greu (retenció del comandament més enllà del termini fixat), però finalment foren absolts.
A la primavera del 368 aC va portar altre cop l'exèrcit tebà al Peloponès i va derrotar els espartans i aliats (Atenes inclosa) que tancaven l'istme, i va avançar cap a Pel·lene i Sició que van haver d'abandonar la seva aliança amb Esparta; al seu retorn fou rebutjat per Càbries en un atac que Epaminondes va fer contra Corint. La retirada, molt ràpida, podia ser degut a problemes amb els aliats arcadis o a l'arribada d'una força amb mercenaris gals i ibers enviada per Dionís el Vell en ajut d'Esparta.
Al mateix any va servir com oficial (però no com a general) a l'exèrcit tebà que va operar a Tessàlia per rescatar a Pelòpides, capturat per Alexandre de Feres, on va actuar amb molta habilitat; els tebans, però, foren derrotats, i això es va atribuir al fet que Epaminondes no era al comandament.
El 367 aC se li va retornar el comandament i fou enviat amb un altre exèrcit al rescat de Pelòpides, objectiu que va aconseguir (segons Plutarc sense lluitar, només pel prestigi del seu nom). Estant absent, els tebans van destruir la seva tradicional rival Orcomen, destrucció a la que Epaminondes es mostrava contrari.
A la primavera del 366 aC va envair per tercera vegada el Peloponès amb l'objectiu d'incrementar la influència tebana a Acaia i reforçar la seva hegemonia a Arcàdia (la meitat de les ciutats havien abandonat l'aliança tebana). Les ciutats d'Arcàdia van fer acte de submissió i els governs oligàrquics establerts per Esparta van romandre en funcions de moment. Algunes ciutats aquees van rebre governadors tebans i totes van establir governs democràtics, que aviat foren enderrocats per contrarevolucions.
El 363 aC el partit oligàrquic de Tegea a Arcàdia va assolir el poder i va signar un tractat de pau amb Elis que fou ratificat pel governador tebà de Tegea, però després, pressionat pels demòcrates, va arrestar a molts dirigents oligàrquics de Tegea i es va fer enrere. Mantinea va protestar per aquests actes i finalment els tebans van alliberar els detinguts. Mantinea, però, va exigir l'aplicació de la pena de mort pel governador que les havia ordenat; Epaminondes el va defensar, i només el va censurar per l'alliberament i no per l'empresonament, i va expressar el seu desig de tornar al Peloponès i fer la guerra a Esparta en aliança amb les ciutats arcàdies que romanien aliades a Tebes. Aquesta resposta va suposar que moltes ciutats aliades abandonessin el partit tebà i només Argos, Messènia, Tegea i Megalòpolis van romandre al costat de Tebes. Tots els altres es van agrupar en una gran coalició amb Esparta i Atenes.
El 362 aC Epaminondes va envair el Peloponès per quarta vegada. Va avançar a Tegea on es va establir al quarters militars i allí es va assabentar que Agesilau marxava contra ell i va concebre el projecte d'avançar cap a Esparta que suposava sense defenses; però Agesilau se'n va assabentar i va retornar ràpidament i va poder aturar l'atac tebà a la ciutat. Els tebans es van replegar a Tegea i després a Mantinea i en aquesta ciutat es va lliurar la batalla decisiva en la que el geni d'Epaminondes es va posar en relleu, i va obtenir la victòria, però va rebre una ferida mortal; sembla que el que el va matar es deia Gril·le o Gryllos fill de Xenofont.
Diu la legenda que abans de morir va dir «He viscut prou, atès que moro sense haver estat mai derrotat».
Fou enterrat allí mateix al camp de batalla, com era costum, i la seva tomba es va marcar per una columna on es va penjar el seu escut amb el seu símbol, un drac. D'Epaminondes en parlen Plutarc a les Vides paral·leles en un llibre avui perdut, Corneli Nepot, Pausànies a la Descripció de Grècia, Xenofont, i Diodor de Sicília a la Bibliotheca historica.